# .rw
A .rw Ruanda internetes legfelső szintű tartomány kódja, melyet 1996-ban hoztak létre.

## Második szintű tartománykódok
- gov.rw
- net.rw
- edu.rw
- ac.rw
- co.rw
- com.rw
- int.rw
- mil.rw
- gouv.rw